# José Eufemio Lora y Lora

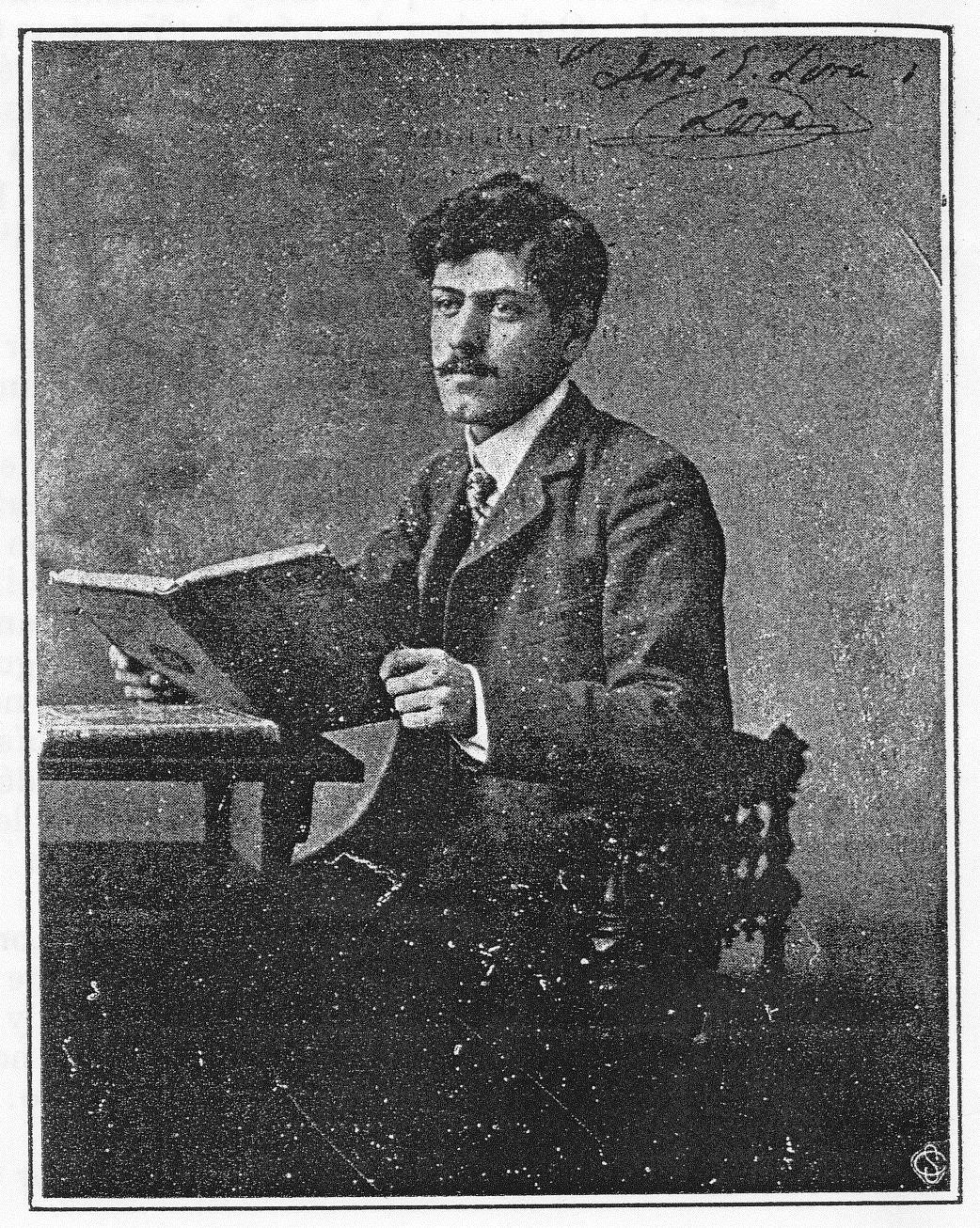
Fotografía que acompaña la necrología “José Lora y Lora” de Luis Fernán Cisneros, publicada en Actualidades. Revista ilustrada, año VI, N° 254 (22 de febrero de 1908, Lima, pp. 142-143).

José Eufemio Lora y Lora (Chiclayo, 15 de febrero de 1885-París, 13 de diciembre de 1907) fue un poeta y periodista chiclayano, es uno de los principales referentes poéticos de la literatura lambayecana de inicios del siglo XX.

## Biografía
Huérfano, fue criado por su tío Juan de Dios Lora y Cordero, periodista que influyó en su carrera. Estudió en el Colegio Guadalupe, fundando La Juventud (1900-1901), y vivió una vida de viajes por América Latina (Panamá, Ecuador, Chile, Argentina, Brasil) y Europa (París, Londres, Bruselas), llegando a París en 1907, donde se unió a la bohemia con Rubén Darío y Enrique Gómez Carrillo. Murió en un accidente en el metro parisino.

## Obras principales

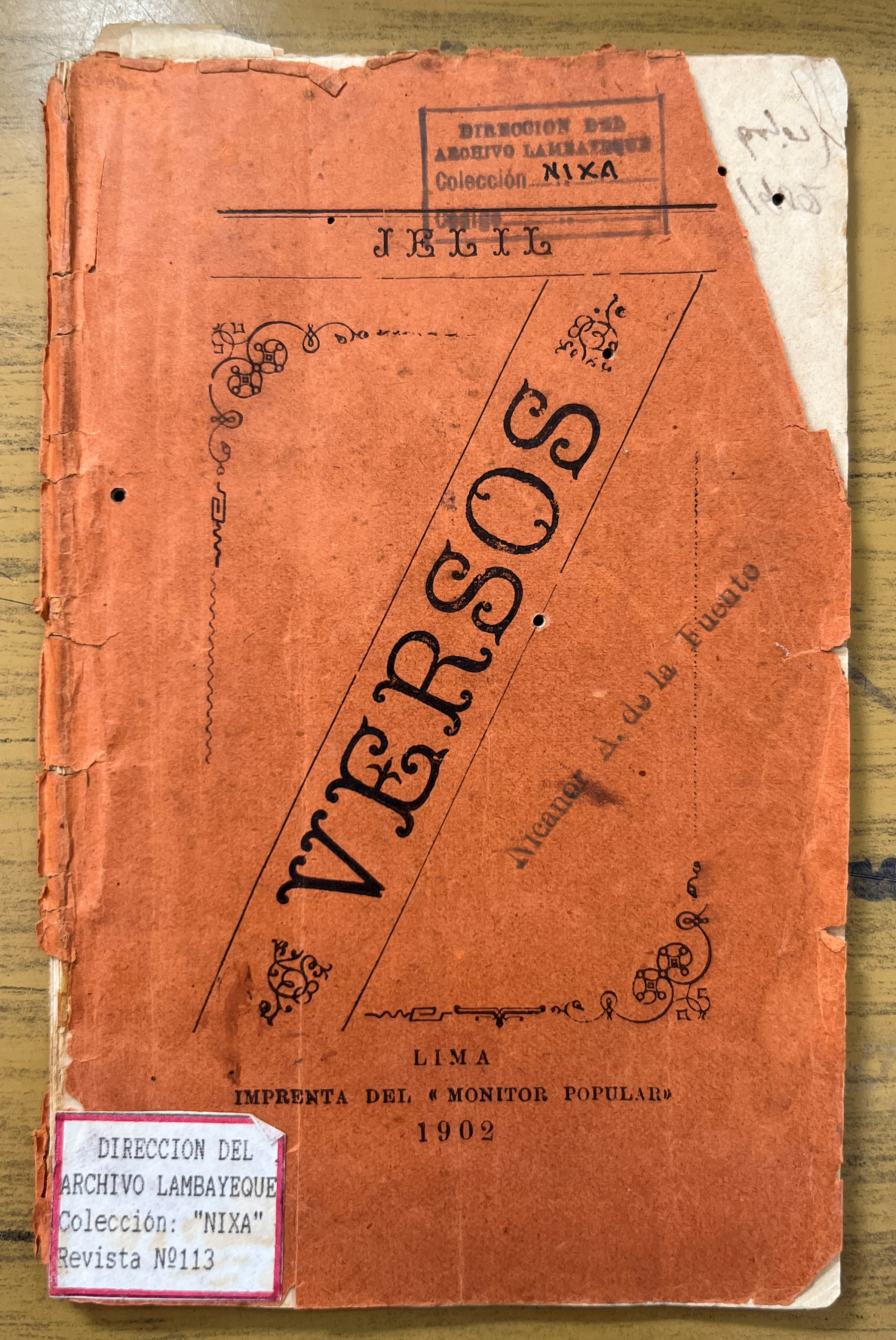
Tapa del libro Versos de JELIL

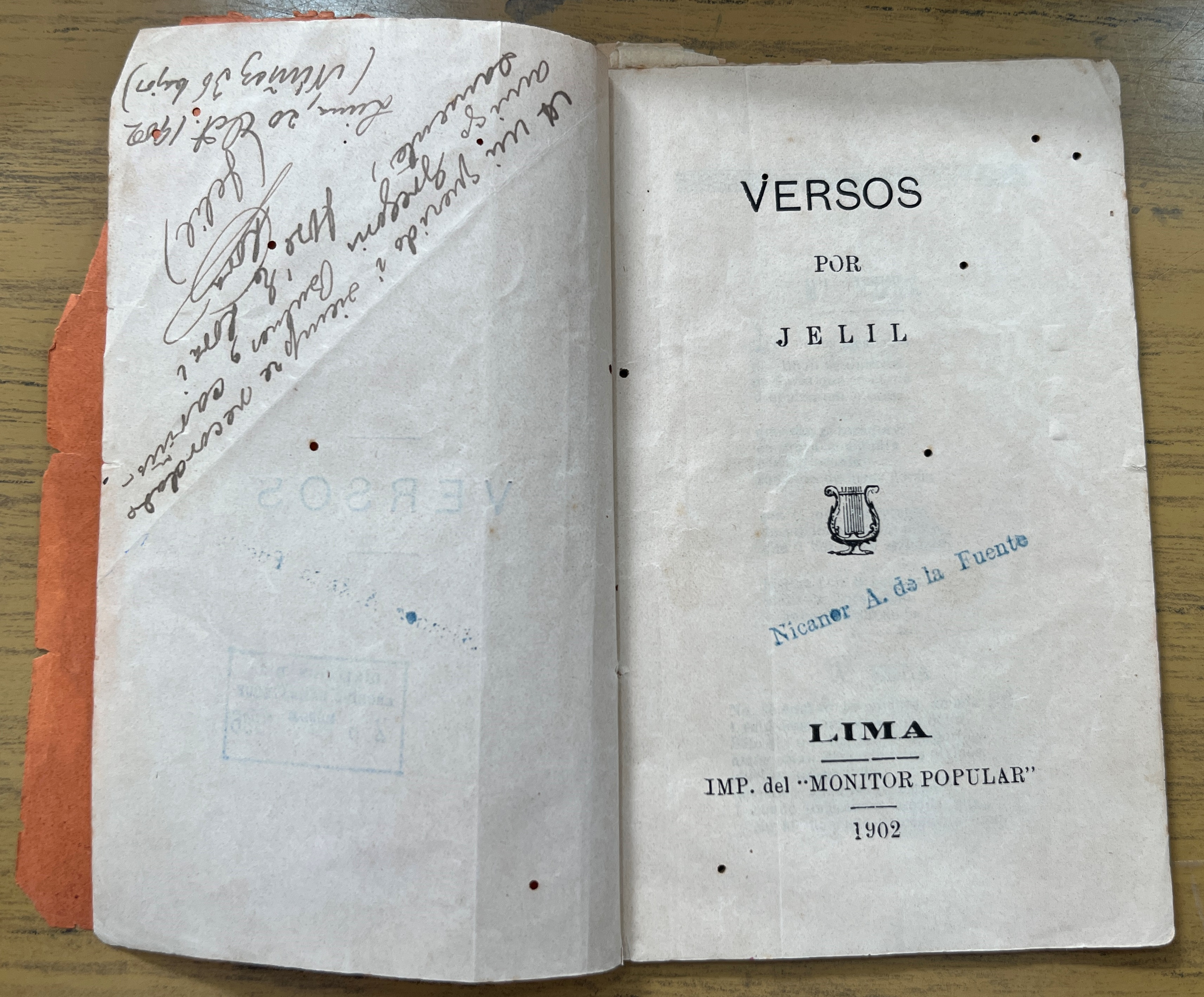
Autógrafo en el libro Versos de JELIL

- Versos (1902, Imprenta del Monitor Popular, Lima), publicado bajo el seudónimo JELIL, un ejemplar único se conserva en el Archivo Regional de Lambayeque, incluyendo una dedicatoria manuscrita.

En 2024 el proyecto editorial Pobre cartonera publica una edición facsimilar del libro, la atribución de la autoría se explica así:
La presente edición reproduce el ejemplar de Versos que posee el Archivo Regional de Lambayeque en la colección que donara el poeta y periodista chiclayano Nicanor de la Fuente (NIXA). Para no dejar dudas sobre la autoría del libro, y la existencia de otro JELIL, sirva de evidencia la dedicatoria en el poemario de José Lora a Gregorio Bulnes:   A mi querido i siempre recordado amigo Gregorio Bulnes, cariñosamente, José E. Lora i Lora (Jelil) Lima, 20 Oct. 1902 (Núñez 36 bajos)

Por muchos años no se conocía de esta primera publicación del poeta chiclayano, solo existe una referencia al texto antes de su edición facsimilar, en 1985 el poeta y periodista chiclayano Nicanor de la Fuente (Nixa) publica un breve comentario del libro en la 'Crónica Cultural', suplemento del diario La Crónica de Lima, el domingo 14 de julio de 1985.
- Anunciación (1908, Garnier Hermanos, París), poemario póstumo con prólogos de Vargas Vila, García Calderón y Chocano, dividido en siete apartados, según el profesor Jim Alexander Anchante Arias en su estudio 'La meteórica poesía de José Eufemio Lora y Lora':

(...) encontramos en la obra de José Eufemio Lora y Lora una sustancial poética del romanticismo, de aquel romanticismo personalista y superficial que caracterizó en gran medida nuestra literatura peruana. Encontramos además una práctica modernista, visualizada sobre todo en sus poemas más exotistas y cosmopolitas: él que fue un precoz ciudadano del mundo no dejó de aprovechar sus numerosos viajes para pintar elementos foráneos, del pasado y del presente, para combinarlos con los propios de la peruanidad heterogénea, tanto prehispánica como republicana. Pero ante todo lo que más nos ha interesado de nuestro poeta son aquellas pinceladas del Simbolismo en que, más allá de la musicalidad en sus rimas, supo recrear, aún en forma tímida, aquella relación mística entre el mundo sensible y el mundo espiritual, así como la expresión de lo pura subjetividad en algunos de sus creaciones líricas. Murió en 1907, dos años antes de que Eguren comenzara a publicar sus primeros poemas simbolistas, aunque seguro ya tenía escritos varios de ellos. Sánchez dice que “pudo abrir las puertas del simbolismo, más humano que el de Eguren” (Sánchez 1975: 1154). En todo caso, quedó como una posibilidad sin realizar. Ahora bien, Lora, a diferencia de Eguren, se encontraba en el centro del mundo literario de entonces y, si quizá no le alcanzó tiempo para leer a los maestros del simbolismo (al menos no a los de mayor avanzada), sí absorbió esa poética simbolista que aún “volaba” en el ambiente de la París de 1907. Algo de dicho hálito definitivamente le llegó, como creemos haber comprobado con la lectura de los anteriores poemas.

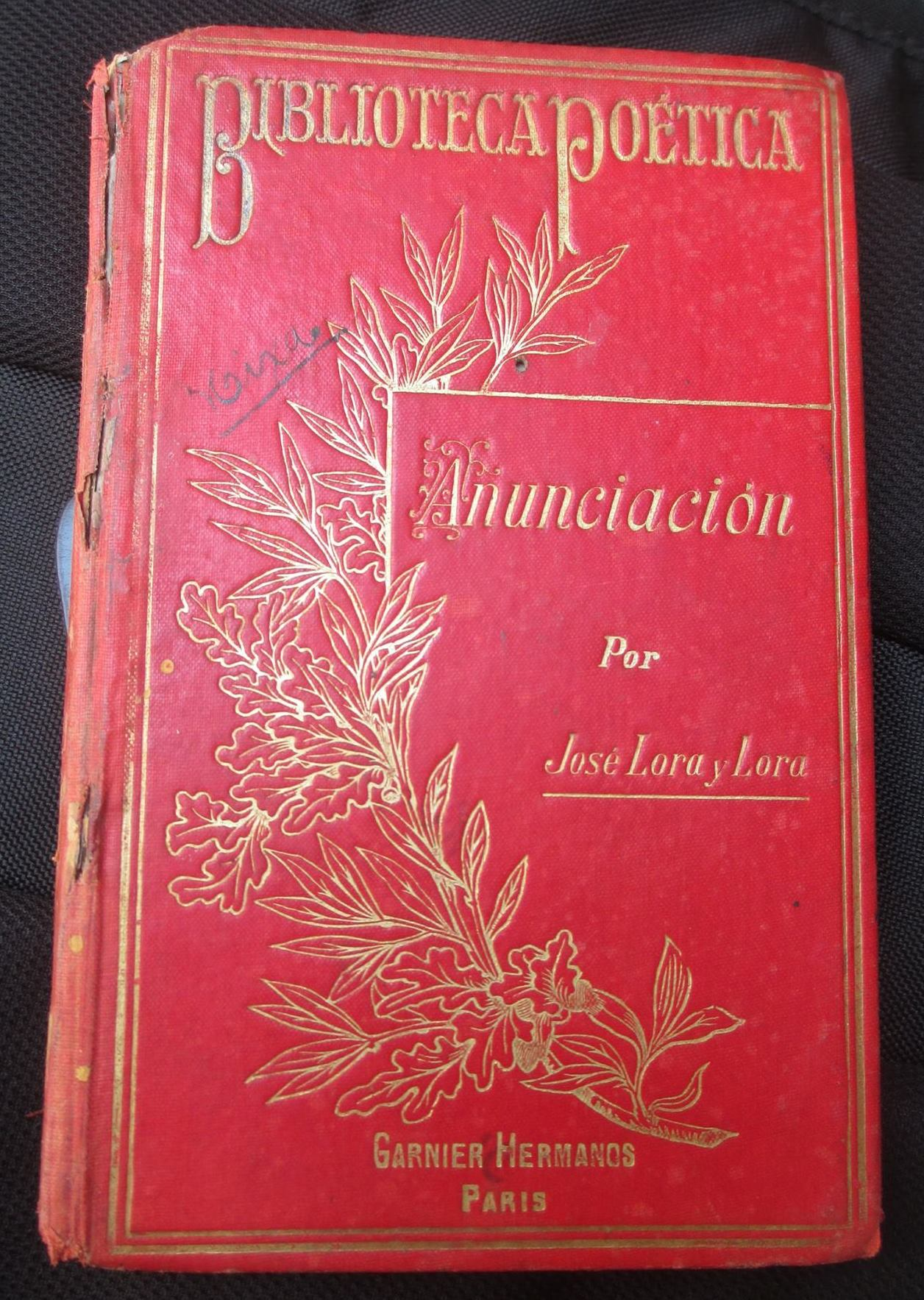
Fotografías del libro "Anunciación" de José Eufemio Lora y Lora, publicado en París por Garnier Hermanos en 1908. El ejemplar de las fotos perteneció a Nicanor de la Fuente, Nixa.

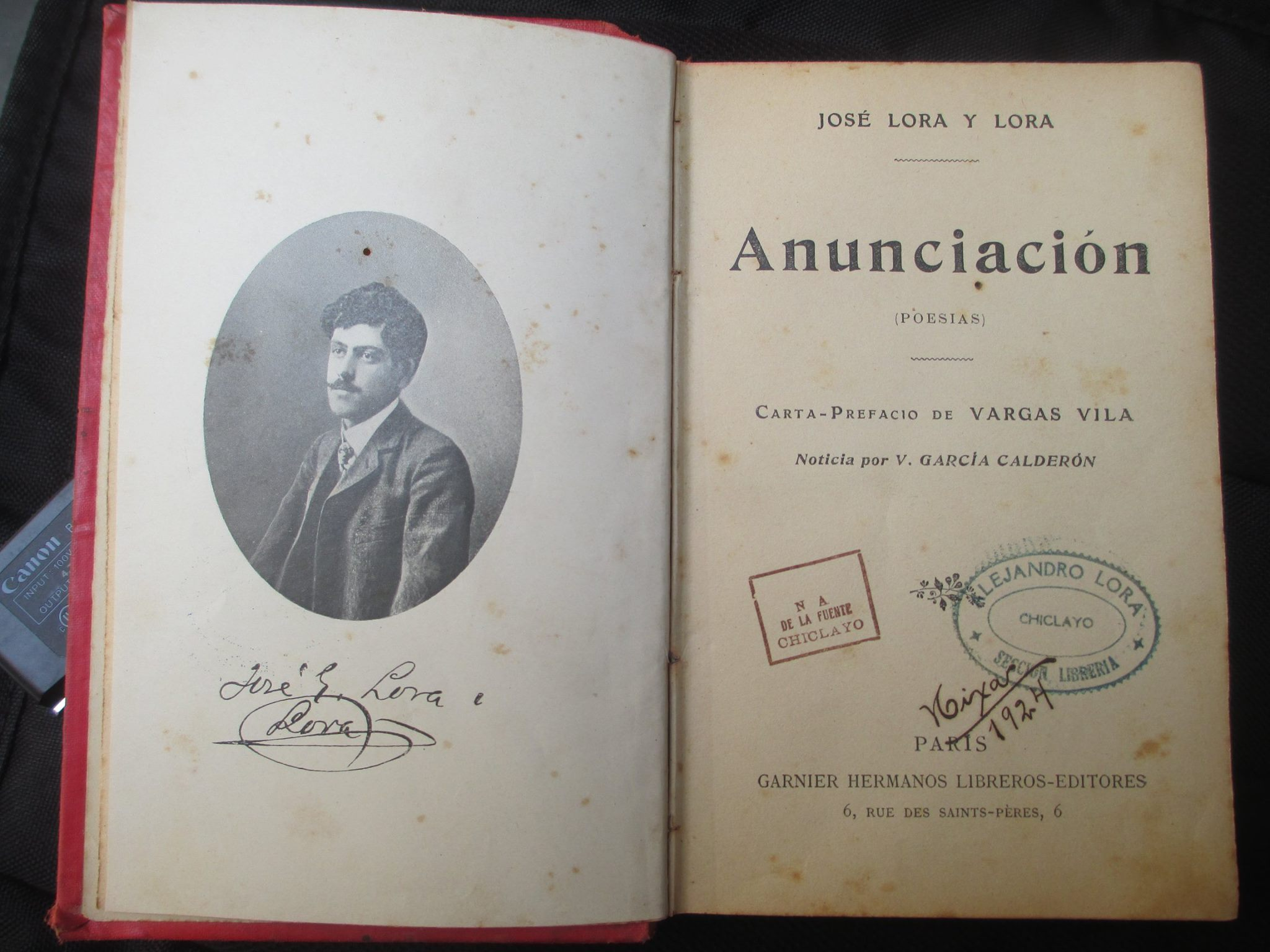
Fotografías del libro "Anunciación" de José Eufemio Lora y Lora, publicado en París por Garnier Hermanos en 1908. El ejemplar de las fotos perteneció a Nicanor de la Fuente, Nixa.

- Poemas sueltos en La Juventud y Actualidades ("Matutina", "De viaje"), y "Mélancolie" en francés.
- Textos recuperados (2019, Diego Portilla Miranda, Pobre Cartonera): cuento "Rafael" (1903), crónicas "El Gapón chileno", "La fiesta de la primavera", "El matrimonio de la Otero" (1905-1907), cartas a Darío (1906), y crítica "Citerea, por Tulio M. Cestero" (1907).

## Estilo e influencias
Modernista con influencias de Chocano, Darío y Baudelaire, combinando romanticismo, modernismo parnasiano y proto-simbolismo (anticipando a Eguren). Su poesía es lírica, musical y melancólica, con formas tradicionales y toques de ambigüedad mística.

## Recepción
Catalogado como modernista (Tamayo Vargas, Toro Montalvo) y proto-simbolista (Sánchez, Anchante Arias), con análisis de Vargas Vila ("poeta universalista") y García Calderón (lirismo juvenil). Su legado es estudiado por Diego Portilla Miranda y Jim Alexander Anchante Arias.